# Circles (альбом Мака Миллера)
Circles — шестой студийный альбом американского рэпера Мака Миллера, выпущенный посмертно 17 января 2020 года на лейбле REMember Music и Warner Records. Работа над Circles велась Миллером до его смерти в сентябре 2018 года и была создана как компаньон к его пятому студийному альбому Swimming (2018). Продюсированием занимался Джон Брион.
Circles был поддержан двумя синглами: «Good News» и «Blue World». Альбом получил широкое признание критиков и дебютировал на третьем месте в американском чарте Billboard 200, заработав за первую неделю 164 000 эквивалентных альбому единиц, что стало самой большой неделей для альбомов Миллера.

## Предыстория
7 сентября 2018 года, во время подготовки к рекламному туру Swimming, Миллер был найден мёртвым в своём доме в Лос-Анджелесе от подозрения на передозировку наркотиков. Позднее токсикологический отчёт Управления коронеров округа Лос-Анджелес определил причину смерти как «смешанный наркотический токсикоз», вызванный сочетанием алкоголя, кокаина и фентанила. В июне 2019 года наследники Миллера дали разрешение его коллегам на посмертный выпуск его оставшейся музыки. Первыми релизами стали «Time», совместная работа с Free Nationals и Кали Учис, и «That’s Life», песня 88-Keys с вокальными партиями Миллера и певицы Сии.

## Отзывы
| Совокупная оценка | Совокупная оценка |
| Источник          | Оценка            |
| ----------------- | ----------------- |
| AnyDecentMusic?   | 7.8/10            |
| Metacritic        | 83/100            |
| Оценки критиков   |                   |
| Источник          | Оценка            |
| AllMusic          | [ 9 ]             |
| Exclaim!          | 9/10              |
| The Guardian      | [ 2 ]             |
| HipHopDX          | 4.0/5             |
| The Independent   | [ 12 ]            |
| NME               | [ 13 ]            |
| The Observer      | [ 14 ]            |
| Pitchfork         | 7.4/10            |
| Rolling Stone     | [ 16 ]            |
| Sputnikmusic      | 4.5/5             |

Circles получил положительные отзывы от современных музыкальных критиков. Альбом получил на Metacritic оценку 83 балла на основе 14 рецензий.
В своей рецензии для The Independent Ройсин О’Коннор высоко оценила альбом, написав: «На протяжении всего альбома чувствуется завораживающий ритм, своего рода движение лошади-качалки, которое подстёгивает вас к следующему треку. … На Swimming он дрейфовал, ища луч маяка, который вернёт его в „место комфорта“. На Circles, похоже, он нашёл его — хотя бы на кратчайшие мгновения». Музыкальный критик Sputnikmusic Rowan5215 сказал: «Где Circles преуспевает, где он становится изящным и элегантным произведением искусства, а не экспериментальным экскурсом, так это в поиске идеальной темы для своих спокойных блужданий. Проще говоря, эти песни — репортажи из одного дня из жизни Мака Миллера». Пишущий для Exclaim! А. Хармони заявил: «В его хрипловатом вокале слышны боль и усталость, когда он размышляет о своих трудностях и проблемах. И все же, как бы ни было трудно воспринимать его откровенность, в Миллере есть зрелость, в которой можно найти утешение. В нём чувствуется рост и усвоенные уроки. Это признаки хорошо прожитой жизни, какой бы короткой она ни была». Дэвид Брейк из HipHopDX написал: «Он находит красоту и покой в том, что позволяет себе испытывать собственные эмоции. Это честный, фактический рассказ о серых зонах его жизни и разума. На Circles Мак показывает неожиданную радость, которую можно найти в самые тёмные времена».

### Итоговые годовые списки
| Публикация           | Список                           | RaРангnk | Ссылка |
| -------------------- | -------------------------------- | -------- | ------ |
| Billboard            | The 50 Best Albums of 2020       | 16       | [ 18 ] |
| Billboard            | The 20 Best Rap Albums of 2020   | 16       | [ 19 ] |
| Clash                | Clash Albums of the Year 2020    | 43       | [ 20 ] |
| Complex              | The Best Albums of 2020          | 8        | [ 21 ] |
| Exclaim!             | Exclaim!́s 50 Best Albums of 2020 | 32       | [ 22 ] |
| The Guardian         | The 50 Best Albums of 2020       | 29       | [ 23 ] |
| The Independent      | The 40 Best Albums of 2020       | 12       | [ 24 ] |
| The Line of Best Fit | The Best Albums of 2020 Ranked   | 44       | [ 25 ] |
| Noisey               | The 100 Best Albums of 2020      | 58       | [ 26 ] |
| Uproxx               | The Best Albums of 2020          | 6        | [ 27 ] |
| Vulture              | The Best Albums of 2020          | 6        | [ 28 ] |

## Список композиций
| №                   | Название            | Автор(ы)                                            | Продюсеры                 | Длительность |
| ------------------- | ------------------- | --------------------------------------------------- | ------------------------- | ------------ |
| 1.                  | «Circles»           | Malcolm McCormick                                   | Mac Miller Jon Brion      | 2:50         |
| 2.                  | «Complicated»       | McCormick Brion                                     | Miller Brion              | 3:52         |
| 3.                  | «Blue World»        | McCormick Guy Lawrence George Forrest Robert Wright | Lawrence Brion [a]        | 3:29         |
| 4.                  | «Good News»         | McCormick Brion                                     | Miller Brion              | 5:42         |
| 5.                  | «I Can See»         | McCormick Robert Taylor                             | Brion Shea Taylor         | 3:40         |
| 6.                  | «Everybody»         | Arthur Lee                                          | Miller Brion              | 4:16         |
| 7.                  | «Woods»             | McCormick Brion Eric Dan David Ruoff Eli Klughammer | Dan David x Eli Brion [a] | 4:46         |
| 8.                  | «Hand Me Downs»     | McCormick Baro Sarka Garrett Stevenson              | Miller Brion              | 4:58         |
| 9.                  | «That's on Me»      | McCormick                                           | Miller Brion              | 3:37         |
| 10.                 | «Hands»             | McCormick Brion                                     | Miller Brion              | 3:19         |
| 11.                 | «Surf»              | McCormick Brion                                     | Miller Brion              | 5:30         |
| 12.                 | «Once a Day»        | McCormick                                           | Miller Brion [a]          | 2:40         |
| Общая длительность: | Общая длительность: | Общая длительность:                                 | Общая длительность:       | 48:44        |

| №                   | Название            | Автор(ы)                                             | Producer(s)                 | Длительность |
| ------------------- | ------------------- | ---------------------------------------------------- | --------------------------- | ------------ |
| 13.                 | «Right»             | McCormick Jeff Gitelman Stephen Bruner Vic Wainstein | Miller Wainstein Dan [a]    | 4:47         |
| 14.                 | «Floating»          | McCormick Brion Alexander Manzano                    | Miller Brion Alexander Spit | 4:14         |
| Общая длительность: | Общая длительность: | Общая длительность:                                  | Общая длительность:         | 57:46        |

## Чарты
| Чарт (2020)                         | Высшая позиция |
| ----------------------------------- | -------------- |
| Австралия (ARIA)                    | 3              |
| Австрия (Ö3 Austria)                | 8              |
| Бельгия/Фландрия (Ultratop)         | 4              |
| Бельгия/Валлония (Ultratop)         | 37             |
| Канада (Canadian Albums Chart)      | 3              |
| Чехия (ČNS IFPI)                    | 5              |
| Дания (Hitlisten)                   | 10             |
| Нидерланды (Album Top 100)          | 3              |
| Венгрия (MAHASZ)                    | 9              |
| Финляндия (Suomen virallinen lista) | 13             |
| Франция (SNEP)                      | 37             |
| Германия (Offizielle Top 100)       | 13             |
| Ирландия (Irish Albums Chart)       | 6              |
| Италия (Classifica album)           | 38             |
| Новая Зеландия (RMNZ)               | 3              |
| Норвегия (VG-lista)                 | 5              |
| Португалия (AFP)                    | 17             |
| Шотландия (Scottish Albums Chart)   | 28             |
| Швеция (Sverigetopplistan)          | 15             |
| Швейцария (Schweizer Hitparade)     | 9              |
| Великобритания (UK Albums Chart)    | 8              |
| США (Billboard 200)                 | 3              |

## Сертификации
| Регион                                                                      | Сертификация | Продажи   |
| --------------------------------------------------------------------------- | ------------ | --------- |
| Дания (IFPI Danmark)                                                        | Золотой      | 10 000    |
| Великобритания (BPI)                                                        | Серебряный   | 60 000    |
| США (RIAA)                                                                  | Платиновый   | 1 000 000 |
| Данные о продажах + прослушиваниях приведены только на основе сертификации. |              |           |